# Romano Amerio

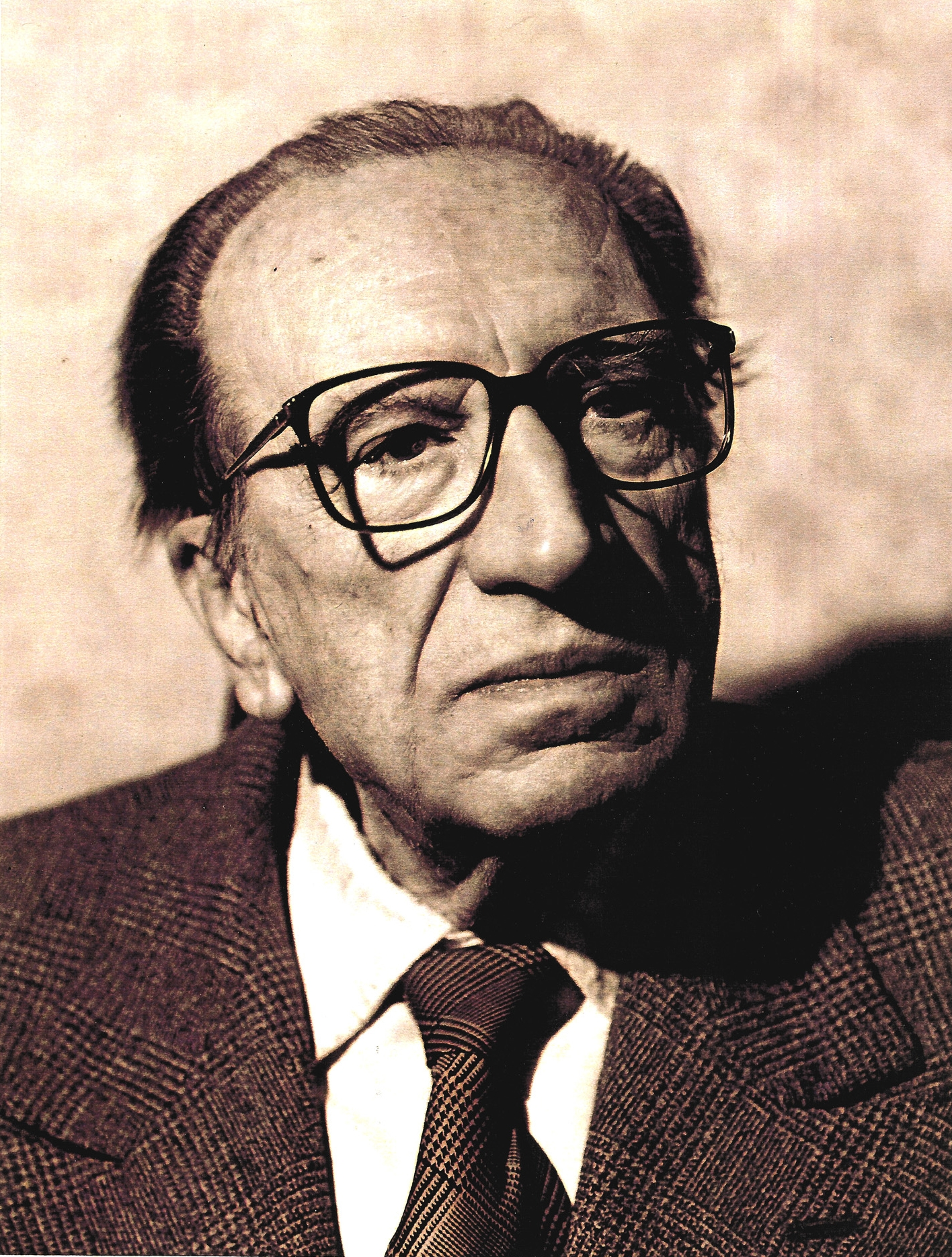
Romano Amerio

Romano Amerio (17 de janeiro de 1905 – 16 de janeiro de 1997) foi um teólogo suíço-italiano e um crítico tardio das evoluções pós-conciliares na liturgia e na eclesiologia. Sua obra-prima foi o livro Iota Unum. É um trabalho dedicado ao estudo das rupturas no ensinamento e na tradição da Igreja após o fim do Concílio Vaticano II.

## Educação
Amerio nasceu em Lugano. Concluiu o doutorado em filosofia na Universidade Católica de Milão em 1927. Era discipulo de Fr. Gemelli, fundador da universidade. Estudou detalhadamente a filosofia do poeta italiano do século XVII Tommaso Campanella, de cujo trabalho se tornou posteriormente um estudioso profissional. Também é conhecido pelo estudo de Antonio Rosmini e por produzir uma edição crítica da obra de Alessandro Manzoni.
Depois de concluir seu doutorado, lecionou filosofia e os clássicos greco-romanos na Academia de Lugano, na Suíça.

## Perito no Concílio Vaticano II
Amerio foi levado ao Concílio Vaticano II como perito de Angelo Giuseppe Jelmini, administrador apostólico da Diocese de Lugano e bispo titular de Termae Basilicae. Como Jelmini era um membro da Comissão Central Preparatória, Amerio pôde ver todos os esquemas e escrever comentários em nome de Jelmini. 20 anos após o fim do Concílio, à medida em que se tornava mais crítico da descontinuidade doutrinal e disciplinar promovida em nome do Concílio por certos grupos, escreveu Iota Unum.

## Pensamento
Em seus escritos, Amerio identificou três syllabuses que ele diz que foram implicitamente e intelectualmente negados durante o período pós-conciliar: A Quanta cura, do Papa Pio IX, condenando o liberalismo e a maçonaria; o decreto Lamentabili sane exitu, do Papa Pio X, que tratava da crítica bíblica excessiva; e a encíclica Humani generis,do Papa Pio XII, que condenava as novas antropologias eclesiais e eclesiologias.
Amerio também era um opositor da criatividade litúrgica, e a sua opinião sobre o assunto estava essencialmente embasada na encíclica Mediator Dei, de Pio XII, que defendia sumariamente que a liturgia era um culto, e não tanto uma autocelebração. Amerio também abordou as mudanças institucionais no Santo Ofício e sentiu que o abandono formal do termo heresia em investigações e procedimentos oficiais teve consequências dramáticas na vida da Igreja, nos estudos e nos acadêmicos cristãos.
Amerio era um promotor da apologética e ficou consternado com o abandono das noções de conversão e disputa em favor de uma abordagem meramente dialética entre Igreja e Mundo. Apegava-se ao tomismo tradicional e ao agostinianismo, e rejeitava profundamente a adesão do kantianismo, hegelianismo e espinosismo entre muitos intelectuais cristãos.
Os ensaios de Amerio eram elogiados por estudiosos tradicionalistas na Igreja, embora tenham surgido em um momento difícil por causa do conflito público entre Dom Marcel Lefebvre, da Fraternidade Sacerdotal de São Pio X, e o Papa Paulo VI. Por isso, suas pesquisas e livros da década de 1980 foram, em sua maioria, ignorados e negligenciados pelos líderes dentro da Igreja institucional; entretanto, seus trabalhos foram redescobertos e receberam grande respeito nos últimos anos. Amerio morreu em 1997.
Acredita-se que Amerio tenha sido ao menos parcialmente reabilitado durante o papado de Bento XVI. Assim, Caritas in Veritate, encíclica de 2009 dedicada a caridade e a verdade, explora ideias e conceitos que foram estiveram no cerne da carreira teológica e filosófica de Amerio.

## Principais obras
- Arbitrarismo divino, libertà umana e implicanze teologiche nella dottrina di Cartesio, Milano, Società Editrice "Vita e Pensiero", 1937
- L'epicureimo, Torino, Edizioni di filosofia, 1953
- Tommaso Campanella, Della necessità di una filosofia cristiana, prima traduzione italiana con introduzione e commento a cura di Romano Amerio, Torino, Società Editrice Internazionale, 1953
- Opere di Giordano Bruno e di Tommaso Campanella, a cura di Augusto Guzzo e di Romano Amerio, Milano-Napoli, R. Ricciardi, 1956
- Alessandro Manzoni filosofo e teologo: studio delle dottrine seguito da un'appendice di lettere, postille e carte inedite, Torino, Edizioni di filosofia, 1958
- Il sistema teologico di Tommaso Campanella: studio di editi ed inediti con appendici e indici, Milano, Napoli, R. Ricciardi, 1972
- Iota Unum. Studio delle variazioni della Chiesa Cattolica nel secolo XX, Milano-Napoli,  R. Ricciardi, 1985; poi Torino, Lindau, 2009; Verona, Fede & Cultura, 2009
- Stat veritas - Milano-Napoli, R. Ricciardi, 1997; poi Stat veritas. Seguito a Iota unum , Torino, Lindau, 2009